# شياني
شياني هي كومونا في مقاطعة بيزا في منطقة توسكانا الإيطالية وتقع على بعد 60 كيلومتر (37 ميل) جنوب غرب فلورنسا وحوالي 35 كيلومتر (22 ميل) جنوب شرق بيزا
وتشمل أراضيها غابات من اشجار الكستناء وتزرع فيها أشجار العنب والزيتون.
وتقع مدينة كياني على حدود البلديات التالية: كاسكيانا تيرمي لاري وكاستيلينا مارتيميا ولاجاتيكيو وريباريبلا وسانتا لوتشي وتريتشولا.

## التاريخ
قبل أن تخضع كياني لحكم فلورنسا كانت المدينة في القرون الوسطى قد دارت فيها معركة طاحنة بين أسقف فولتيرا وجمهورية بيزا. واحدة من أكبر مناطق الجذب هي كنيسة Compagnia della Santissima Annuziata ، حيث تستضيف «اللوحات الجدارية الجميلة لجيوفاني باتيستا تيمبيستي».

## روابط خارجية
- الموقع الرسمي نسخة محفوظة 24 يناير 2019 على موقع واي باك مشين.